# Världsmästerskapen i mountainbikeorientering 2011
Världsmästerskapen i mountainbikeorientering 2011 avgjordes i Vicenza, Veneto i Italien den 20-28 augusti 2011. 

## Medaljörer

### Herrar

#### Sprint[1]
1. Anton Foliforov,  Ryssland, 26.28
2. Jiři Hradil,  Tjeckien, 26.59
3. Erik Skovgaard Knudsen  Danmark, 27.14

#### Medeldistans[1]
1. Samuli Saarela,  Finland, 55.56
2. Ruslan Gritsan,  Ryssland, 58.42
3. Tobias Breitschädel,  Österrike, 59.37

#### Långdistans[1]
1. Samuli Saarela,  Finland, 2:00.12
2. Erik Skovgaard Knudsen,  Danmark, 2:04.47
3. Ruslan Gritsan  Ryssland, 2:06.27

#### Stafett[1]
1. Danmark (Bjarke Refslund, Lasse Brun Pedersen, Erik Skovgaard Knudsen), 2:40.51
2. Tjeckien (Radek Laciga, Jiři Hradil, Marek Pospíšek), 2:42.59
3. Finland (Jussi Laurila, Pekka Niemi, Samuli Saarela), 2:43.59

### Damer

#### Sprint[1]
1. Gaëlle Barlet,  Frankrike, 26.36
2. Marika Hara,  Finland, 26.38
3. Michaela Gigon,  Österrike, 26.43

#### Medeldistans[1]
1. Michaela Gigon,  Österrike, 58.02
2. Anna Kamińska,  Polen, 58.17
3. Rikke Kornvig,  Danmark, 59.04

#### Långdistans[1]
1. Rikke Kornvig,  Danmark, 1:47.59
2. Ingrid Stengård,  Finland, 1:54.12
3. Laura Scaravonati,  Italien, 1:57.25

#### Stafett[1]
1. Schweiz (Maja Rothweiler, Ursina Jäggi, Christine Schaffner), 2:42.57
2. Litauen (Karolina Mickevičiūtė, Asta Šimkonienė, Ramune Arlauskienė), 2:46.02
3. Slovakien (Daniela Trnovcová, Stanislava Fajtová, Hana Bajtošová), 2:47.58